# زائویانگ
زائویانگ (به لاتین: Zaoyang) یک منطقهٔ مسکونی در چین است که در شیانگیانگ واقع شده‌است. زائویانگ ۳٬۲۷۷ کیلومتر مربع مساحت و ۱٬۰۰۴٬۷۴۱ نفر جمعیت دارد.